# المندائيون في العراق

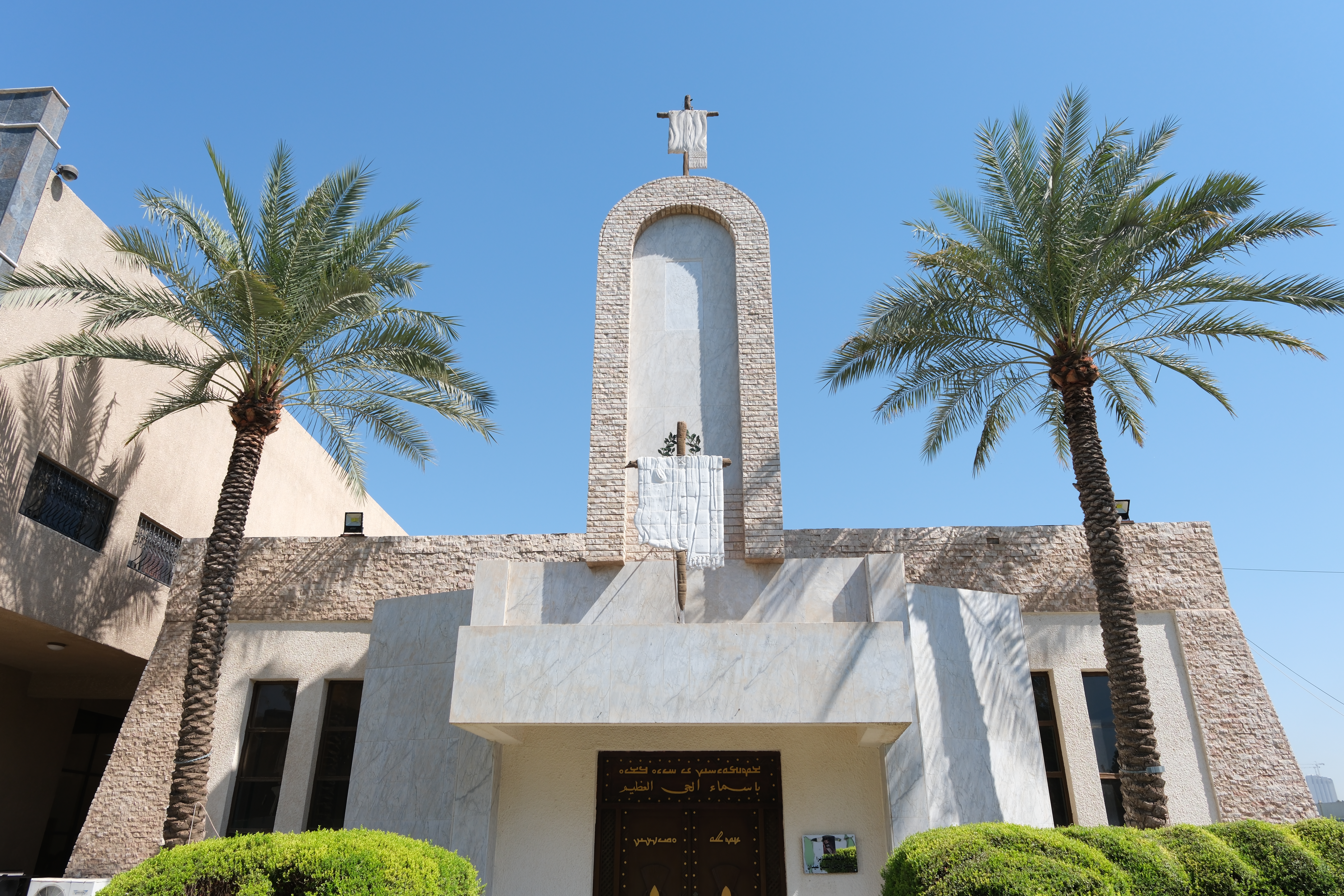
مندي الصابئة في بغداد، العراق في عام 2024

المندائيون في العراق ساميون يتكلمون اللغة المندائية، وهي لهجة آرامية بالإضافة لتكلمهم اللغة العربية.
حسب رأي ومعتقد الديانة المندائية فإنها تعتبر أحد الأديان الإبراهيمية وهي أصل جميع تلك الأديان التوحيدية السابقة وهي حسب رأيهم من أول الأديان القديمة، وقد كانوا منتشرين في منطقة بلاد الرافدين وفلسطين، ولا يزال بعض الصابئة المندائيين موجودين في العراق خصوصا في بغداد في حي الدورة ومدن الجنوب مثل الناصرية والعمارة وقلعة صالح والبصرة، كما أن هناك تواجد للصابئة في المدن الحدودية في إيران في الأحواز والمحمرة امتدادا لتواجدهم في العراق، إلى الآن ويطلق عليهم في اللهجة العراقية «الصبّة».
يذكر في مخطوطة هران گويثا (أو حران الداخلية) وجود المندائيين في العراق فترة حكم أردوان الخامس ملك فرثيا، ووصفت المخطوطة المندائيين باسم الناصورائيين، وهم أتباع النبي يحيى، والذين هاجروا من فلسطين إلى في نهاية القرن الميلادي الأول بسبب تعرضهم للاضطهاد والبطش والقتل من قبل اليهود. ويشار إلى ان هجرة بعض الصابئة من فلسطين نحو العراق لا يعني خلوه من الصابئة قبل الهجرة، لأن الدلائل التاريخية تشير إلى تواجد الصابئة في جميع مناطق الشرق القديم منذ قبل الميلاد وهجرة صابئة فلسطين نحو المناطق الشرقية كان على الأرجح لوجود انتشار صابئي كبير سبق هجرتهم إلى تلك المناطق. كما تذكر المخطوطة خروج أنش بن دنقا رئيس امة الصابئين حينها للقاء القائد العربي الذي حرر أرض العراق بعد معركة القادسية أي سعد بن أبي وقاص.
كان المندائيون في العراق المجموعة الأكبر والأهم في العالم، فمن بين 75000 مندائي حول العالم، كان هنالك ما بين 30000 إلى 50000 منهم في العراق، وينتشرون غالبا على ضفاف نهري دجلة والفرات.
كما كان المندائيون يعدون من الناجحين من الناحية الاقتصادية بسبب عملهم بالفضة والذهب. كما منحتهم رئاسة جمهورية العراق في عام 2001 تسمية طائفة العراق الذهبية وذلك لدورهم العلمي والمعرفي والفني الفاعل في بناء الدولة العراقية الحديثة.
بدأت هجرة المندائيين من العراق خلال فترة حكم صدام حسين، لكن الهجرة تسارعت بعد الغزو الأمريكي عام 2003 نتيجة للاحتلال، فقد تعرض المندائيون مثل غيرهم من الأقليات مثل المسيحيين واليزيديين وغيرهم إلى تهديدات واعتداءات وحالات خطف وقتل مما أجبرهم على الهجرة. كما تعرض المندائيون مثل بقية العراقيين للخطف بسبب عمل كثير منهم في صياغة الذهب. كما أن الديانة المندائية ذات طبيعة مسالمة وتحرم العنف واستعمال السلاح.
يواجه المندائيون في العراق خطر غيابهم كليا عن هـا البلد، فأعدادهم التي كانت تبلغ 60000 نسمة خلال فترة تسعينات القرن العشرين، فقد انخفضت إلى ما بين 5000 إلى 10000 فردا متبقيا هناك، ففي عام 2007، كان حوالي 80٪ من المندائيين لاجئين في سوريا والأردن.
يقدر عدد المندائيين حاليا 10000 مندائي في العراق.

## العقيدة والطقوس الدينية
يُعرف المندائيون ديانتهم بأنها توحيدية، وتشتمل تعاليمهم على قيم السلام ورفض العنف والقتل. يُعد كتاب «كنزا ربا» (الكنز العظيم) كتابهم المقدس، وهو مكتوب بالآرامية الشرقية. تشمل أبرز طقوسهم الدينية طقس التعميد في المياه الجارية، والذي يمثل محورًا روحيًا في معتقدهم.
تحرّم التعاليم المندائية حمل السلاح والقتل والسرقة والكذب وشهادة الزور والزنا، وتمنع الختان وتحرّم الطلاق، وتشترط أن تكون الملابس الدينية من القطن الأبيض الخام.
التغير المناخي وتهديد العقيدة
لا يرى المندائيون الماء مجرد وسيلة طقسية، بل هو تجسيد مباشر «للنور الإلهي» في الأرض. يُطلق على النهر اسم «نَهرا دْنُهُرا» أي «نهر النور»، وغيابه يُعادل -في منظورهم- موتًا روحانيًا. يشكل الماء الجاري، جوهر العقيدة المندائية ومركزها الطقسي والرمزي. ومع تفاقم أزمة المناخ في العراق، وانخفاض منسوب دجلة والفرات بنسبة تصل إلى 30%، تعاني الطائفة صعوبةً بالغة في إجراء طقوسها الأساسية مثل التعميد الأسبوعي. أدى ذلك إلى تقليص عدد المناسبات الدينية العامة، وأُجبرت بعض العائلات على استخدام أنهار غير صالحة طقسيًا أو مهجورة، ما أثار جدلًا داخل المجالس الدينية حول صلاحية هذه البدائل. يرى باحثون أن هذا التحدي البيئي يشكّل خطرًا وجوديًا على استمرار الممارسة العقائدية للمندائيين. 
اللغة والثقافة
تعد الآرامية الشرقية اللغة الأصلية للصابئة، وهي آيلة للاندثار، إذ لم يعد يتقنها سوى كبار السن. وتشير الطائفة إلى أن غياب الدعم الرسمي لتعليم هذه اللغة يهددها بالزوال.
لا تُدرّس هذه اللغة في أي مؤسسة تعليمية رسمية في العراق، باستثناء مبادرات مجتمعية محدودة في البصرة والناصرية. وتفتقر المدارس الحكومية إلى مواد دراسية تعرّف بالديانة المندائية أو ثقافتها. أما في المهجر، فقد بُذلت محاولات لتعليم اللغة عبر المعاهد والجمعيات، لكن أغلب الجيل الثاني والثالث من الشتات لا يتحدث بها، ما يهدد بانقطاع تراثهم اللغوي. اشتهر المندائيون بصناعة الأدوات الزراعية وصياغة الذهب والفضة، وهي مهن ورثوها وتناقلوها عبر الأجيال. وبرع عدد كبير من أفراد الطائفة في الطب والهندسة والتعليم.
أنتج المندائيون في العراق والمهجر -رغم محدودية الانتشار الإعلامي- أعمالًا أدبية وشعرية تناولت مآسي التهجير والانقراض الثقافي. تتضمن الطقوس المندائية نصوصًا شعرية تُنشد خلال الطهارة والموت، تشكل جزءًا من التراث الشفهي الآرامي. أما بصريًا، فتعتمد الفنون المندائية التقليدية على الرموز النورانية والكتابات الدينية القديمة، وتُوظف في صياغة الذهب وتصميم المعابد الحديثة. 

## الجذور التاريخية
تُرجع الدراسات الأكاديمية أصول الصابئة المندائيين إلى عمق التاريخ الرافديني، ويُعتقد أن ديانتهم نشأت في حقبة ما قبل المسيحية في جنوب بلاد ما بين النهرين، متأثرة بمزيج من العقائد السومرية والبابلية والزرادشتية واليهودية القديمة. وتشير الرواية الدينية المندائية، كما نقلها خضر المجراوي في مقابلة صحفية، أن المندائيين يعتبرون أنفسهم منحدرين من النبي آدم، ثم من سام ابنه، وتربطهم الرواية الدينية بيحيى بن زكريا الذي يُعد آخر أنبيائهم ومُجدد شرائعهم.  ظهر أول ذكر موثَّق للصابئة في النصوص الإسلامية في القرن السابع الميلادي، وذُكروا في القرآن الكريم واعتبرهم بعض الفقهاء من أهل الكتاب ما منحهم نوعًا من الحماية القانونية في ظل الدول الإسلامية المتعاقبة، خاصةً خلال العصر العباسي.
تمتع المندائيون نسبيًا بالحماية تحت نظام الملل في العصر العثماني، لكن ظلوا يعانون التهميش والتقييد في ممارسة طقوسهم. بدأت الطائفة المندائية بالمشاركة المحدودة في الحياة المدنية مع قيام الدولة العراقية الحديثة في عشرينيات القرن العشرين، وشهدت بعض الاندماج النسبي في المدن الكبرى. ومع ذلك، تعرضوا لمحاولات تعريب وذوبان ثقافي خاصة في عهد البعث، دون اعتراف دستوري واضح بهويتهم الدينية أو اللغوية.

### هجرة الطائفة من فلسطين إلى العراق
تفيد الروايات التقليدية أن المندائيين هاجروا من منطقة وادي الأردن إلى العراق في بدايات العصر المسيحي، بسبب اضطهاد محلي يُرجّح أنه روماني. مروا عبر حران وتلال ميديا، ثم استقروا نهائيًا في جنوب بلاد الرافدين، وتعرضوا لاحقًا لاضطهادات شديدة في ظل الدول الساسانية والإسلامية المبكرة، ما دفعهم للعيش في عزلة دينية طويلة أسهمت في تشكيل هويتهم المغلقة والمستقلة. ويُعد هذا الترحال التاريخي نقطة تأسيس رئيسية لهويتهم المغلقة والمنعزلة حتى اليوم.

## الصابئة في العراق الحديث

### أوضاعهم في ظل البعث
شهد عهد صدام حسين، وخاصةً بعد إطلاق «الحملة الإيمانية» عام 1991، موجة تدريجية من التضييق على الأقليات الدينية غير المسلمة، ومنها الصابئة. تضمنت هذه الحملة إدخال دروس القرآن ضمن المناهج، وإفساح المجال لخطباء الجوامع لتكفير غير المسلمين علنًا، بتشجيع ضمني من الدولة. وقد فُرضت أنماط دينية صارمة حتى داخل المدارس، حيث مُنعت الطالبات غير المحجبات من حضور الحصص، وشجعت البيئة العامة على «الأسلمة» القسرية. لم تسلم الفتيات الصابئيات في المدارس من الضغوطات؛ ففي أواخر تسعينيات القرن الماضي، أجبرت بعض الطالبات على ارتداء الحجاب وأُقصين من دخول الصفوف، وأعلنت اثنتان إسلامهن نتيجة الضغط المدرسي المستمر.
إضافةً إلى ذلك، عانى الصابئة من القيود في التوظيف الحكومي، ولم يُسمح لهم بالوصول إلى المناصب العليا. بل جرى تجاهل وجودهم القانوني في مؤسسات الدولة، رغم هدوئهم وعدم انخراطهم في المعارضة السياسية، ما دفع الكثير منهم إلى الهجرة مبكرًا خلال تسعينيات القرن العشرين، خاصةً إلى سوريا ولبنان وأوروبا.

### أوضاعهم بعد 2003
تعرض المندائيون بعد الغزو الأمريكي للعراق عام 2003 إلى موجات من العنف والقتل والتهجير القسري. وتفيد التقارير أن الجماعات المتطرفة اعتبرت المندائيين هدفًا سهلًا نظرًا إلى تحريمهم حمل السلاح، وقد شهدت هذه الطائفة انخفاضًا كارثيًا في أعدادها بسبب الاغتيالات والتهديدات والخطف. وقد اقتُحمت منازلهم في بعض الحالات، وأُجبروا على اعتناق الإسلام، وسُجلت حوادث تزويج قسري واغتصاب، وتعرضت معابدهم في البصرة للتدمير. وتشير إحدى الإحصائيات إلى مقتل أكثر من 500 فرد من الطائفة واختطاف 118 شخصًا بين عامي 2003 و2006، فيما غادرت أكثر من 4600 عائلة البلاد.
بعد تصاعد العنف الطائفي، لجأت مئات العائلات الصابئية إلى مدن كردستان، خاصةً أربيل والسليمانية ودهوك، حيث وفّرت حكومة الإقليم منتدى ومركزًا ثقافيًا للطائفة في عنكاوا، واستقبلت الوفود المندائية رسميًا بقيادة ستار جبار حلو. يشكل هؤلاء اليوم مجتمعًا صغيرًا نسبيًا (نحو 500–600 شخص)، لكنه نشط دينيًا وثقافيًا نسبيًا مقارنةً بباقي مناطق العراق.

## مندائيون عراقيون
- ثابت بن قرة، ولد في حران الشامية، في تركيا حاليا، عام 836 وتوفي في بغداد عام 901، اشتهر بعمله في الفلك والرياضيات والهندسة والموسيقى.
- سنان بن ثابت بن قرة، وهو طبيب وعالم فيزياء ورياضي وفلكي، ولد في بغداد عام 880 وتوفي فيها عام 943.
- إبراهيم بن سنان بن ثابت بن قرة، عالم رياضيات وفلك عاش ولد في بغداد عام 908 وتوفي فيها عام 946.
- محمد بن جابر بن سنان البتاني، عالم فلك ورياضيات ولد في حران لكنه توفي في سامراء عام 929.
- هلال الصابئ، كاتب ديوان ومؤرخ، اعتنق الإسلام في 1012 وتوفي في بغداد عام 1056.
- الشاعر عبد الرزاق عبد الواحد
- الأديبة لميعة عباس
- الدكتور عبد الجبار عبد الله، رئيس جامعة بغداد الأسبق
- الفنانة سهام السبتي
- الفنان زيدون تريكو
- الصائغ زهرون عمارة
- المطربة أنوار عبد الوهاب
- النائب في مجلس النواب العراقي حارث شنشل طليع سنيد الحارثي